# Films américains sortis en 1943
Listes de films américains
- 1939
- 1940
- 1941
- 1942
- 1943
- 1944
- 1945
- 1946
- 1947

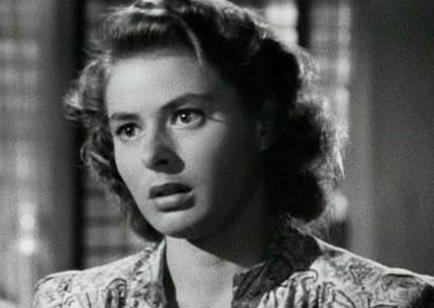
Ingrid Bergman dans Casablanca

Liste (non exhaustive) de films américains sortis en 1943.
Casablanca remporte l'Oscar du meilleur film à la 16e cérémonie des Oscars organisée le 2 mars 1944

## A-C (par ordre alphabétique des titres en anglais)
| Titre                                      | Réalisateur                  | Distribution                                                          | Genre                           | Notes/Studio |
| ------------------------------------------ | ---------------------------- | --------------------------------------------------------------------- | ------------------------------- | ------------ |
| Above Suspicion                            | Richard Thorpe               | Joan Crawford, Fred MacMurray, Conrad Veidt                           | Espionnage                      | MGM          |
| Action in the North Atlantic               | Lloyd Bacon, Raoul Walsh     | Humphrey Bogart, Raymond Massey, Alan Hale, Sr.                       | Guerre                          | Warner Bros. |
| The Adventures of Smilin' Jack             | Lewis D. Collins, Ray Taylor | Tom Brown, Rose Hobart, Marjorie Lord, Keye Luke, Sidney Toler        | Serial                          | Universal    |
| Adventures of the Flying Cadets            | Lewis D. Collins, Ray Taylor | Johnny Downs, Eduardo Ciannelli                                       | Serial                          | Universal    |
| Air Force                                  | Howard Hawks                 | John Garfield, John Ridgely, Gig Young                                | Drame                           |              |
| Air Raid Wardens                           | Edward Sedgwick              | Laurel et Hardy, Edgar Kennedy, Jacqueline White, Stephen McNally     | Comédie                         |              |
| The Ape Man                                | William Beaudine             | Bela Lugosi, Louise Currie, Wallace Ford, Henry Hall                  | Science fiction                 |              |
| The Autobiography of a 'Jeep'              |                              |                                                                       | Propagande                      |              |
| Baby Puss (Tom and Jerry)                  | Hanna-Barbera                |                                                                       | Dessin animé                    | MGM          |
| Back from the Front                        | Jules White                  | The Three Stooges                                                     | Comédie, court métrage          | Columbia     |
| Background to Danger                       | Raoul Walsh                  | George Raft, Brenda Marshall, Sydney Greenstreet, Peter Lorre         | Film à énigme                   |              |
| Bataan                                     | Tay Garnett                  | Robert Taylor, George Murphy, Lloyd Nolan                             | Guerre                          | MGM          |
| Batman                                     | Lambert Hillyer              | Lewis Wilson, Douglas Croft, J. Carrol Naish, Shirley Patterson       | Action                          | Columbia     |
| Best Foot Forward                          | Edward Buzzell               | Lucille Ball, June Allyson, Gloria DeHaven, Nancy Walker              | Comédie musicale                | MGM          |
| Black Marketing                            | William Castle               |                                                                       | Propagande                      |              |
| Bombardier                                 | Richard Wallace              | Pat O'Brien, Randolph Scott, Anne Shirley, Eddie Albert               | Guerre                          | RKO          |
| Brazil at War                              | William Castle               |                                                                       | Propagande                      |              |
| Un petit coin aux cieux (Cabin in the Sky) | Vincente Minnelli            | Ethel Waters, Eddie 'Rochester' Anderson, Lena Horne, Louis Armstrong | Comédie musicale                | MGM          |
| Calling Dr. Death                          | Reginald Le Bourg            | Lon Chaney, Jr., Patricia Morison                                     |                                 | Universal    |
| Captive Wild Woman                         | Edward Dmytryk               | John Carradine, Milburn Stone, Paula Dupree                           | Science fiction, Film d'horreur | Universal    |
| A Challenge to Democracy                   |                              |                                                                       | Propagande                      |              |
| The Chance of a Lifetime (en)              | William Castle               | Chester Morris, Erik Rolf, Jeanne Bates                               | Drame policier                  | Columbia     |
| Clancy Street Boys                         | William Beaudine             | East Side Kids                                                        |                                 |              |
| Combat America                             |                              | Clark Gable                                                           | Propagande                      |              |
| Coney Island                               | Walter Lang                  | Betty Grable, George Montgomery, Cesar Romero, Phil Silvers           | Film musical                    |              |
| The Constant Nymph                         | Edmund Goulding              | Charles Boyer, Joan Fontaine, Peter Lorre                             | Drame                           |              |
| Corvette K-225                             |                              | Randolph Scott, Ella Raines                                           | Drame                           |              |
| Crash Dive                                 | Archie Mayo                  | Tyrone Power, Dana Andrews, Anne Baxter                               | Guerre                          |              |
| Crazy House                                |                              | Ole Olsen, Chic Johnson                                               | Comédie                         |              |
| Crime Doctor                               | Michael Gordon               | Warner Baxter, Ray Collins                                            | Drame policier                  |              |
| Cry 'Havoc'                                | Richard Thorpe               | Margaret Sullavan, Ann Sothern, Joan Blondell, Fay Bainter            | Drame                           | MGM          |

## D-H
| Titre                                            | Réalisateur                 | Distribution                                                | Genre                       | Notes                                                 |
| ------------------------------------------------ | --------------------------- | ----------------------------------------------------------- | --------------------------- | ----------------------------------------------------- |
| Daffy - The Commando                             | Friz Freleng                | Daffy Duck                                                  | Dessin animé, court métrage |                                                       |
| The Dancing Masters                              |                             | Laurel et Hardy                                             | Comédie                     |                                                       |
| Daredevils of the West (en)                      |                             |                                                             | Serial                      |                                                       |
| Dead Men Walk                                    | Sam Newfield                | George Zucco, Mary Carlisle                                 | Film d'horreur              |                                                       |
| December 7th                                     | John Ford                   |                                                             | Propagande                  |                                                       |
| Destination Tokyo                                | Delmer Daves                | Cary Grant, John Garfield                                   | Guerre                      |                                                       |
| Dixie                                            | A. Edward Sutherland        | Bing Crosby, Dorothy Lamour                                 | Bio-pic Film musical        |                                                       |
| Dizzy Detectives                                 | Jules White                 | The Three Stooges                                           | Comédie court métrage       | Columbia Pictures                                     |
| Dizzy Pilots                                     | Jules White                 | The Three Stooges                                           | Comédie, court métrage      | Columbia Pictures                                     |
| Don Winslow of the Coast Guard                   |                             |                                                             | Serial                      |                                                       |
| DuBarry Was a Lady                               | Roy Del Ruth                | Red Skelton, Lucille Ball, Gene Kelly                       | musical                     |                                                       |
| Edge of Darkness                                 | Lewis Milestone             | Errol Flynn, Ann Sheridan, Walter Huston                    | Guerre                      |                                                       |
| Education for Death                              | Clyde Geronimi              |                                                             | Dessin animé, court métrage |                                                       |
| Falling Hare                                     | Robert Clampett             | Bugs Bunny                                                  | Dessin animé                | Merrie Melodies                                       |
| Family Troubles                                  |                             | Les Petites Canailles                                       | court métrage               |                                                       |
| Five Graves to Cairo                             | Billy Wilder                | Franchot Tone, Anne Baxter                                  | Guerre                      |                                                       |
| Flesh and Fantasy                                | Julien Duvivier             | Edward G. Robinson, Charles Boyer, Barbara Stanwyck         | Drame Film à sketches       |                                                       |
| Food for Fighters                                |                             |                                                             | Propagande                  | Sur l'alimentation dans les Armed Forces              |
| Pour qui sonne le glas (For Whom the Bell Tolls) | Sam Wood                    | Gary Cooper, Ingrid Bergman, Arturo de Córdova              | Guerre Drame                |                                                       |
| Forever and a Day                                | René Clair, Edmund Goulding | Brian Aherne, Robert Cummings, Charles Laughton, Ida Lupino | Drame                       | RKO                                                   |
| Frankenstein Meets the Wolf Man                  |                             | Lon Chaney, Jr., Bela Lugosi                                | Film d'horreur              |                                                       |
| Der Fuehrer's Face                               | Jack Kinney                 |                                                             | Dessin animé                | Walt Disney                                           |
| The Gang's All Here                              | Busby Berkeley              | Alice Faye, Carmen Miranda                                  | Film musical                |                                                       |
| A Gem of a Jam                                   | Del Lord                    | The Three Stooges                                           | Comédie, court métrage      | Columbia Pictures                                     |
| The Ghost Ship                                   | Mark Robson                 | Richard Dix                                                 |                             |                                                       |
| Girl Crazy                                       | Norman Taurog               | Mickey Rooney, Judy Garland                                 | Film musical                | Paroles et musique de George Gershwin et Ira Gershwin |
| Guadalcanal Diary                                | Lewis Seiler                | William Bendix, Richard Conte, Anthony Quinn                | Guerre                      |                                                       |
| A Guy Named Joe                                  | Victor Fleming              | Spencer Tracy, Irene Dunne, Van Johnson                     | Film d'amour Fantasy        |                                                       |
| Hangmen Also Die!                                | Fritz Lang                  | Hans Heinrich von Twardowski                                | Guerre                      |                                                       |
| Happy Land                                       | Irving Pichel               | Don Ameche                                                  | Drame                       |                                                       |
| The Hard Way                                     | Vincent Sherman             | Ida Lupino                                                  | Drame                       |                                                       |
| Heaven Can Wait                                  | Ernst Lubitsch              | Don Ameche, Gene Tierney                                    | Comédie                     |                                                       |
| Hello, Frisco, Hello                             |                             | Alice Faye, John Payne, Jack Oakie                          | Comédie                     |                                                       |
| Hi Diddle Diddle                                 | Andrew L. Stone             | Adolphe Menjou, Martha Scott, Dennis O'Keefe                | Comédie                     |                                                       |
| Higher Than a Kite                               | Del Lord                    | The Three Stooges                                           | Comédie, court métrage      | Columbia Pictures                                     |
| Hit Parade of 1943                               | Albert S. Rogell            |                                                             | Film musical                |                                                       |
| Hit the Ice                                      | Charles Lamont              | Abbott et Costello                                          |                             |                                                       |
| Hitler's Children                                | Edward Dmytryk              | Tim Holt, Bonita Granville, Kent Smith                      | Propagande                  | RKO                                                   |
| Holy Matrimony                                   | John M. Stahl               | Monty Woolley, Gracie Fields                                | Comédie                     |                                                       |
| The Human Comedy                                 | Clarence Brown              | Mickey Rooney                                               | Drame                       |                                                       |

## I-N
| Titre                                      | Réalisateur                  | Distribution                                             | Genre                    | Notes                        |
| ------------------------------------------ | ---------------------------- | -------------------------------------------------------- | ------------------------ | ---------------------------- |
| I Can Hardly Wait                          | Jules White                  | The Three Stooges                                        | Comédie, court métrage   | Columbia Pictures            |
| I Dood It                                  | Vincente Minnelli            | Red Skelton, Eleanor Powell                              | Comédie musicale         |                              |
| I Walked with a Zombie                     | Jacques Tourneur             |                                                          | Film d'horreur           |                              |
| In Old Oklahoma                            | Albert S. Rogell             | John Wayne, Gabby Hayes, Dale Evans                      | Western                  |                              |
| It Ain't Hay                               |                              | Abbott et Costello                                       | Comédie                  |                              |
| It Comes Up Love                           |                              | Gloria Jean, Ian Hunter, Donald O'Connor                 | Film musical             | Universal                    |
| An Itch in Time                            | Bob Clampett                 | Elmer Fudd                                               | Dessin animé             | Merrie Melodies              |
| Jack London                                | Alfred Santell               | Michael O'Shea, Susan Hayward                            | Bio-pic                  |                              |
| Jane Eyre                                  | Robert Stevenson             | Orson Welles, Joan Fontaine                              | Film dramatique          | 20th Century Fox             |
| Jitterbugs                                 | Malcolm St. Clair            | Laurel et Hardy                                          | Comédie                  |                              |
| Journey into Fear                          | Norman Foster, Orson Welles  | Joseph Cotten, Dolores del Río, Orson Welles             | Espionnage thriller      | RKO Radio Pictures           |
| The Kansan                                 | George Archainbaud           | Richard Dix, Jane Wyatt, Albert Dekker                   | Western                  | Harry Sherman Productions    |
| Lassie Come Home                           | Fred M. Wilcox               | Roddy McDowall, Donald Crisp, May Whitty                 | Film familial            |                              |
| L'Homme-léopard (The Leopard Man)          | Jacques Tourneur             | Dennis O'Keefe, Margo, Jean Brooks                       | Film d'horreur           |                              |
| The Mad Ghoul                              | James P. Hogan               | George Zucco, Evelyn Ankers, Robert Armstrong            | Sci-fi Film d'horreur    |                              |
| Madame Curie                               | Mervyn LeRoy                 | Greer Garson, Walter Pidgeon, Henry Travers              | Bio-pic                  | MGM                          |
| The Masked Marvel                          |                              |                                                          | Serial                   |                              |
| Meshes of the Afternoon                    | Maya Deren, Alexander Hammid |                                                          | court métrage            | Film expérimental            |
| Mission Accomplished                       |                              |                                                          | Propagande               | Film on B-17 Flying Fortress |
| Mission to Moscow                          | Michael Curtiz               | Walter Huston, Ann Harding, Oskar Homolka                | Guerre Drame             |                              |
| Mister Big                                 | Charles Lamont               | Donald O'Connor, Gloria Jean, Peggy Ryan                 | Film musical             |                              |
| Moonlight in Vermont                       | Edward C. Lilley             | Gloria Jean                                              | Film musical             |                              |
| Plus on est de fous (The More the Merrier) | George Stevens               | Jean Arthur, Joel McCrea, Charles Coburn                 | Comédie                  |                              |
| Mr. Lucky                                  | H. C. Potter                 | Cary Grant, Laraine Day                                  | Film d'amour             |                              |
| My Friend Flicka                           | Harold D. Schuster           | Roddy McDowall, Preston Foster, Rita Johnson             | Film familial            |                              |
| Negro Colleges in War Time                 |                              |                                                          | Propagande court métrage |                              |
| The New Spirit                             |                              |                                                          | Propagande               | Dessin animé, court métrage  |
| No Time for Love                           | Mitchell Leisen              | Claudette Colbert Fred MacMurray                         | Comédie                  |                              |
| The North Star                             | Lewis Milestone              | Anne Baxter, Dana Andrews, Walter Huston, Walter Brennan | Guerre                   |                              |
| Northern Pursuit                           | Raoul Walsh                  | Errol Flynn                                              | Guerre                   |                              |

## O-S
| Titre                                          | Réalisateur        | Distribution                                                             | Genre                       | Notes                                                            |
| ---------------------------------------------- | ------------------ | ------------------------------------------------------------------------ | --------------------------- | ---------------------------------------------------------------- |
| Old Acquaintance                               | Vincent Sherman    | Bette Davis, Miriam Hopkins                                              | Drame                       |                                                                  |
| Our Enemy - The Japanese                       |                    |                                                                          | Propagande                  |                                                                  |
| The Outlaw                                     | Howard Hughes      | Jane Russell                                                             | Western                     |                                                                  |
| L'Étrange Incident (The Ox-Bow Incident)       | William A. Wellman | Henry Fonda, Dana Andrews, Mary Beth Hughes, Anthony Quinn, Harry Morgan | Western                     |                                                                  |
| Phantom of the Opera                           | Arthur Lubin       | Nelson Eddy, Claude Rains                                                | Film d'horreur              |                                                                  |
| The Phantom                                    |                    | Tom Tyler, Jeanne Bates                                                  | Serial                      |                                                                  |
| Phony Express                                  | Del Lord           | The Three Stooges                                                        | Comédie, court métrage      | Columbia Pictures                                                |
| Pigs in a Polka                                | Friz Freleng       |                                                                          | Dessin animé, court métrage |                                                                  |
| Pilot no 5                                     | George Sidney      | Gene Kelly, Franchot Tone, Van Johnson                                   |                             |                                                                  |
| Porky Pig's Feat                               | Frank Tashlin      |                                                                          | Dessin animé, court métrage |                                                                  |
| Prelude to War                                 | Frank Capra        |                                                                          | Propagande                  | Premier film de la série Why We Fight                            |
| Presenting Lily Mars                           |                    | Judy Garland, Van Heflin                                                 | Film musical                |                                                                  |
| Princess O'Rourke                              | Norman Krasna      | Olivia de Havilland, Robert Cummings, Charles Coburn                     | Comédie amoureuse           |                                                                  |
| Red Hot Riding Hood                            | Tex Avery          |                                                                          | Dessin animé                |                                                                  |
| Report from the Aleutians                      | John Huston        |                                                                          | Propagande                  |                                                                  |
| Reveille with Beverly                          | Charles Barton     | Ann Miller, Franklin Pangborn, Larry Parks                               |                             |                                                                  |
| Riding High                                    | George Marshall    | Dorothy Lamour, Dick Powell                                              |                             |                                                                  |
| Sahara                                         | Zoltan Korda       | Humphrey Bogart                                                          | Guerre                      |                                                                  |
| The Saint Meets the Tiger                      | Paul L. Stein      | Hugh Sinclair, Jean Gillie                                               | Film à énigme               |                                                                  |
| Salute to the Marines (en)                     | S. Sylvan Simon    | Wallace Beery                                                            | Guerre Propagande           |                                                                  |
| Scrap Happy Daffy                              | Frank Tashlin      | Daffy Duck                                                               | Dessin animé, court métrage |                                                                  |
| Secret Service in Darkest Africa               |                    |                                                                          | Serial                      | Republic                                                         |
| The Seventh Victim                             | Mark Robson        | Tom Conway, Jean Brooks, Isabel Jewell, Kim Hunter, Hugh Beaumont        | Film d'horreur              |                                                                  |
| L'Ombre d'un doute                             | Alfred Hitchcock   | Teresa Wright, Joseph Cotten, Macdonald Carey, Hume Cronyn               | Suspense                    |                                                                  |
| Sherlock Holmes Faces Death                    | Roy William Neill  | Basil Rathbone, Nigel Bruce                                              | Film à énigme               |                                                                  |
| Sherlock Holmes and the Secret Weapon          | Roy William Neill  | Basil Rathbone, Nigel Bruce                                              | Film à énigme               |                                                                  |
| Sherlock Holmes in Washington                  | Roy William Neill  | Basil Rathbone, Nigel Bruce                                              | Film à énigme               |                                                                  |
| Show Business at War                           |                    |                                                                          | Propagande court métrage    |                                                                  |
| The Sky's the Limit                            | Edward H. Griffith | Fred Astaire, Joan Leslie, Robert Benchley, Robert Ryan                  | Comédie musicale            |                                                                  |
| Les Anges de miséricorde (So Proudly We Hail!) | Mark Sandrich      | Claudette Colbert, Paulette Goddard, George Reeves, Veronica Lake        |                             |                                                                  |
| Le Fils de Dracula (Son of Dracula)            | Robert Siodmak     | Lon Chaney, Jr., Evelyn Ankers                                           | Film d'horreur              |                                                                  |
| The Song of Bernadette                         | Henry King         | Jennifer Jones                                                           | Bio-pic                     |                                                                  |
| Spook Louder                                   | Del Lord           | The Three Stooges                                                        | Comédie, court métrage      | Columbia Pictures                                                |
| Stage Door Canteen                             | Frank Borzage      |                                                                          | Film musical                |                                                                  |
| Star Spangled Rhythm                           | George Marshall    | Victor Moore, Betty Hutton                                               | Film musical                |                                                                  |
| Stormy Weather                                 | Andrew L. Stone    | Lena Horne, Bill Robinson, Dooley Wilson                                 | Film musical                | Avec Cab Calloway, Fats Waller, Ada Brown, the Nicholas Brothers |
| A Stranger in Town                             | Roy Rowland        | Frank Morgan                                                             | Comédie dramatique          |                                                                  |
| Jerry espiègle                                 |                    | Tom and Jerry                                                            | Dessin animé, court métrage |                                                                  |
| Suggestion Box                                 |                    |                                                                          | Propagande court métrage    |                                                                  |
| Super-Rabbit                                   |                    | Bugs Bunny                                                               | Dessin animé, court métrage |                                                                  |

## T-Z
| Titre                                              | Réalisateur        | Distribution                                                     | Genre                       | Notes                    |
| -------------------------------------------------- | ------------------ | ---------------------------------------------------------------- | --------------------------- | ------------------------ |
| Tarzan's Desert Mystery                            | William Thiele     | Johnny Weissmuller, Nancy Kelly                                  | Aventure                    |                          |
| Tender Comrade                                     | Edward Dmytryk     | Ginger Rogers, Robert Ryan                                       |                             |                          |
| Thank Your Lucky Stars                             | David Butler       | Dennis Morgan, Joan Leslie                                       |                             |                          |
| The Lonesome Mouse                                 | Hanna-Barbera      | Tom and Jerry                                                    | Dessin animé, court métrage |                          |
| They Came to Blow Up America                       | Edward Ludwig      | George Sanders, Anna Sten, Ward Bond                             | Guerre, Drame               | 20th Century Fox         |
| They Stooge to Conga                               | Del Lord           | The Three Stooges                                                | Comédie, court métrage      | Columbia Pictures        |
| This Is the Army                                   | Michael Curtiz     | George Murphy, Ronald Reagan                                     | Film musical                | musique de Irving Berlin |
| This Land Is Mine                                  | Jean Renoir        | Charles Laughton, Maureen O'Hara                                 | Drame                       |                          |
| Thousands Cheer                                    | George Sidney      | Kathryn Grayson, Gene Kelly                                      | Film musical                |                          |
| Three Little Twirps                                | Harry Edwards      | The Three Stooges                                                | Comédie, court métrage      | Columbia Pictures        |
| Thumbs Up                                          | Joseph Santley     | Brenda Joyce, Richard Fraser                                     | Film musical                | Republic Pictures        |
| To the People of the United States                 | Arthur Lubin       |                                                                  | Propagande court métrage    |                          |
| Top Man                                            | Charles Lamont     | Donald O'Connor, Susanna Foster                                  | Film musical                |                          |
| Tornado                                            | William A. Berke   | Chester Morris, Nancy Kelly                                      |                             |                          |
| Troop Train                                        |                    |                                                                  | Propagande court métrage    |                          |
| Victory Through Air Power                          |                    |                                                                  | Dessin animé                |                          |
| Wackiki Wabbit                                     | Chuck Jones        | Bugs Bunny                                                       | Dessin animé, court métrage |                          |
| War of the Wildcats autre titre de In Old Oklahoma | Albert S. Rogell   | John Wayne, Martha Scott, Albert Dekker, Gabby Hayes, Dale Evans | Western                     |                          |
| Wartime Nutrition                                  |                    |                                                                  | Propagande court métrage    |                          |
| Quand le jour viendra (Watch on the Rhine)         | Herman Shumlin     | Bette Davis, Paul Lukas                                          | Drame                       |                          |
| We've Never Been Licked                            | Walter Wanger      |                                                                  | Propagande                  |                          |
| Who Killed Who?                                    | Tex Avery          |                                                                  | Dessin animé, court métrage |                          |
| Willoughby's Magic Hat                             | Bob Wickersham     |                                                                  | Dessin animé, court métrage |                          |
| Femmes enchaînées (en) (Women in Bondage)          | Steve Sekely       | Gail Patrick, Nancy Kelly                                        | Drame                       |                          |
| Yankee Doodle Daffy                                | Friz Freleng       | Daffy Duck, Porky Pig                                            | Dessin animé, court métrage |                          |
| The Yankee Doodle Mouse                            | Hanna-Barbera      | Tom and Jerry                                                    | Dessin animé, court métrage |                          |
| You, John Jones!                                   | Mervyn LeRoy       | James Cagney, Ann Sothern                                        |                             |                          |
| Young and Willing                                  | Edward H. Griffith | William Holden, Susan Hayward                                    | Comédie                     |                          |

## Source de la traduction
- (en) Cet article est partiellement ou en totalité issu de l’article de Wikipédia en anglais intitulé « List of American films of 1943 » (voir la liste des auteurs).